# Ревматизм
Ревмати́зм (від дав.-гр. ῥεῦμα - потік, течія, розтікання по тілу; також згідно з Міжнародною класифікацією хвороб 10-го перегляду поділяють на дві форми: гостра ревматична гарячка англ. acute rheumatic fever і хронічна ревматична хвороба серця англ. chronic rheumatic heart diseases; ще ломець, гостець, заст. колтон, колтонова хвороба) — захворювання імунно-запального характеру, пов'язане із стрептококовою інфекцією. Проявляється перш за все ураженням серця (із виникненням вад), суглобів, рідше — нервової системи та інших внутрішніх органів. Хвороба перебігає із рецидивами та загостреннями, яким за 1-2 тижні передує гострий тонзиліт або тонзилофарингіт, особливо на фоні втоми чи переохолодження.
Ревматизм (ревматична гарячка) — системне запальне захворювання сполучної тканини з переважною локалізацією процесу в серцево-судинній системі та частим ураженням інших органів і систем, зокрема суглобів. Розвивається у зв'язку з гострим інфекційним ураженням (бета-гемолітичним стрептококом групи А). На сьогодні виділяють гостру ревматичну гарячку (ГРГ) і хронічну ревматичну хворобу серця (ХРХС), при цьому загальну назву «ревматизм» у сучасній медичній термінології практично вже не використовують.

## Термінологія
Перші відомості про ревматизм як про захворювання суглобів зустрічають ще в давньокитайській медицині. Гіппократ (460—377 pp. до н. е.) описав клініку класичного гострого ревматичного мігрувального поліартриту, який розвивається переважно в осіб молодого віку. Визначення ревматизму як загального захворювання організму і з'ясування ревматичної природи хореї, що відбулося в XVII ст., пов'язують із працями Д. Бейлона і Т. Сіденгама.
У «Російсько-українському медичному словнику», виданому у 1920 р. під головуванням професора Корчак-Чепурківського максимально повно подавали питому народну українську лексику або, в разі відсутності потрібних українських слів, терміни творили з морфем української мови, максимально уникаючи запозичень. Але в 1930-ті роки з'явилися спеціальні бюлетені, у яких були надруковані цілі низки українських медичних термінів, що підпадали під заборону. Серед інших, з ужитку був вилучений і термін «ломець», який здавна використовували для означення ревматизму. Стилістично збагачена вже на той час українська медична національна лексика була повністю знекровлена і майже зникла з фахового спілкування.

## Етіологія та патогенез
Виникнення ревматизму пов'язують з бета-гемолітичним стрептококом групи А. Важливе значення у етіології ревматизму надається також генетичній схильності.
У патогенезі ревматизму суттєве значення надають алергії та автоалергічним механізмам.
Сучасною теорією патогенезу ревматизму є токсико-імунологічна. У патогенезі ревматизму є важливими 3 аспекти:
- особливості збудника захворювання,
- особливості взаємодії стрептококу групи А і організму людини,
- особливості людського організму, в якому розвивається недуга.

У хворих затяжними та безперервно рецидивуючими формами ревмокардиту ураження серця має алергічну інфекційно-токсичну природу. Вважають, що сенсибілізуючі агенти — стрептококи на перших етапах захворювання спричинюють алергічне запалення серця з утворенням автоантигенів до його тканин та подальший розвиток автоімунного процесу.
Так, стрептококи виробляють речовини, які мають виражений кардіотоксичний вплив, які здатні пошкоджувати лізосомальні мембрани, основну речовину сполучної тканини. Наявність антигенної спільності між стрептококами і кардіоміоцитами призводить до активації автоімунного механізму — появи автоантитіл до міокарда, антигенним компонентом сполучної тканини — глікопротеїдам, протеогліканам. Утворюються імунні комплекси, поглиблюється запалення.

## Клінічні ознаки

### Клініко-морфологічні форми та органні ураження
Найтиповіший прояв ревматизму є ураження серця. При мікроскопії виявляються характерні вузлики Ашофа: палісадоподібне, або віялоподібне розміщення клітин (макрофагів) навколо мас фібриноїду. Можуть уражатися будь-які оболонки серця та їхні поєднання:
- ревматичний міокардит (найчастіша форма ревмокардиту)
- ендокардит
- ендоміокардит
- перикардит
- кардит
- панкардит

До ревматичного процесу можуть долучатися
- судини з розвитком ревматичного вісцеріту (особливо нефриту), а також менінгіту, енцефаліту, периферійного артеріїту (часто судин кінцівок);
- суглоби (ревматичний поліартрит);
- шкіра (ревматичні вузлики, кільцева або вузлувата еритема, кропивниця, тощо);
- легені та плевра (ревматична пневмонія, плеврити).
- церебральна форма ревматизму у дітей (мала хорея)[5]

### Клінічні прояви
У типових випадках через 1-2 тижні після перенесеного гострого бактеріального тонзилофарингіту (ангіни) розвивається гарячка (38-39 °C), гострий поліартрит. Інколи поліартриту передує вузлувата еритема. Хворий скаржиться на сильний біль у суглобах, слабкість, втрату апетиту. Однак можуть бути й лише помірно виражені артралгії. Основні симптоми при ревматизмі швидко набувають зворотного розвитку при лікуванні, хоча іноді спостерігають загострення та рецидиви. У деяких хворих загострення ревматизму може супроводжуватись ураженням нервової системи з розвитком малої хореї або ускладнюватись ревматичним плевритом, ураженням легенів, нирок, очей та інших органів.
Найчастішим та найхарактернішим проявом ревматизму слугує ураження серця — ревмокардит, який може бути первинним та зворотним (при наявності сформованої вади серця). У процесі можуть залучатися будь-які оболонки серця, але найчастіше міокард. Іноді первинний ревмокардит перебігає без виражених клінічних проявів та його діагностують значно пізніше за наявності вже сформованої вади серця.
Клінічні прояви ревматичного міокардиту сильно варіюють. Характерні порушення провідності, у першу чергу передсердно-шлуночкові з подовженням інтервалу P-Q на ЕКГ. Нерідко виникають стійкі аритмії — екстрасистолія, тахі- або брадикардія. Для дифузного міокардиту, який зараз зустрічається при ревматизмі доволі рідко, характерні серцева недостатність та виражені зміни у ЕКГ. Іноді рано створюється можливість вислухати систолічний шум, який часто має міогенне походження. Симптоми ендокардиту у період активності маскують прояви міокардиту, однак поява діастолічного шуму є підозрілою на ураження ендокарда. Ендокардит діагностують при наявності сформованої вади серця. Характерною ознакою ревматизму вважають формування мітрального стенозу із супутньою дилятицією правого передсердя, про те спостерігають як комбіновану митральну ваду, так і недостатність мітрального клапана.
Ревматичний перикардит часто перебігає майже безсимптомно та його розпізнають лише при частому вислуховуванні серця по шуму тертя перикарда, який може вислуховувати лише декілька днів.
Зворотний ревмокардит, як і первинний, може перебігати різноманітно, іноді без виражених клінічних та лабораторних проявів. Про наявність міокардиту можна думати у зв'язку з появою або посиленням ознак серцевої недостатності у хворого, що страждає на ваду серця. Можлива поява миготливої аритмії або частої екстрасистолії. Зворотний ендокардит може призвести до зміни картини вади, приєднанню ураженого аортального клапана на фоні присутнього мітральної вади. Зміна лабораторних показників у період загострення ревматизму має важливе значення для діагнозу та контролю за ефективністю лікування. Знаходять лейкоцитоз зі збільшенням числа паличкоядерних нейтрофілів, збільшене ШОЕ, позитивну пробу на С-реактивний білок, збільшення вмісту у крові антистрептолізину О та антистрептогіалуронідази, а також фракцій гамма-глобулінів.
Клінічний перебіг ревматизму досить різноманітний. За останні роки рідко спостерігають виразні загострення, що перебігають з гарячкою, поліартритом, дифузним міокардитом, вузлуватою еритемою. Значно частіше спостерігають ревматизм з латентним перебігом: несильно вираженими ознаками міокардиту, який проявляється, наприклад, стійкою екстрасистолією, невеликими змінами лабораторних показників. Спостерігають також безперервно рецидивуючу форму ревмокардиту, яка супроводжується стійкою серцевою недостатністю.

## Діагностика

### Диференційний діагноз
Проводять з ураженням міокарда іншого походження, наприклад, із затяжним септичним ендокардитом, тонзилогенним ураженням серця. Ревматичний поліартрит потребує відокремлення від ревматоїдного артриту, подагри та інших гострих артритів. Якщо першим візуальним критерієм ревматизму є вузлувата еритема, то виключають гігрому, кропив'янку та інші шкірні захворювання. Малу хорею диференціюють із іншими ураженнями ЦНС.

### Лабораторна та інструментальна діагностика
Зміни лабораторних показників не є специфічними для ревматизму. Загальні зміни:
- нейтрофільний лейкоцитоз із зсувом вліво,
- збільшення ШОЕ,
- підвищення титру серомукоїду,
- поява С-реактивного білка,
- гіпоальбумінемія,
- гіперглобулінемія (фракції A, G)[6] ,
- виявлення стрептококкового антигену в крові,
- визначення циркулюючих антитіл до ферментів стрептокока — антістрептолізін-О (АСЛ-О)[7].

## Лікування
При наявності атаки ревматизму лікування проводять у стаціонарі. Спочатку призначають напівліжковий режим, який поступово розширюють. Протизапальну терапію проводять ацетилсаліциловою кислотою по 2-6 г, індометацином, бруфеном. Терапевтичну дозу кожного засобу необхідно давати до зникнення гострих явищ, нормалізації температури та показників крові. При наявності вираженого загострення ревматичного процесу з сильними запальними проявами призначають глюкокортикостероїди (преднізолон, дексаметазон). Однак слід враховувати можливість різних побічних явищ при лікуванні цими препаратами. На початку лікування призначають також антибіотики (пеніцилін до 1 000 000 ОД/добу упродовж 10-12 днів). Своєчасне та послідовне лікування вказаними препаратами дозволяє запобігти прогресуванню хвороби.

## Профілактика
Профілактика ревматизму та його загострень полягає перш за все в укріпленні захисних сил організму (фізкультура, спорт, загартування, тощо). Необхідне покращення житлових умов хворих, зменшення скупчення людей, що запобігає поширенню стрептококової інфекції. Слід проводити ретельне адекватне лікування ангін та інших загострень інфекції у носоглотковій ділянці з тривалим застосуванням антибактеріальних засобів. Недолікована ангіна основний фактор виникнення ревматизму. Застосовується річна медикаментозна профілактика загострень ревматизму. При цьому хворому вводять 1 раз на місяць в/м 1 500 000 ОД біциліну-5. Хворим на ревматизм слід уникати перевтоми та переохолоджень, адже є велика ймовірність повторної ревматичної атаки.